# Мельничук Іван Васильович
Мельничук Іван Васильович (19 серпня 1937 року — 28 червня 2008 року) — український палеогеограф, геоморфолог, доктор географічних наук, професор Київського національного університету імені Тараса Шевченка.

## Біографія
Народився 19 серпня 1937 року с. Залуч Коломийського району Івано-Франківської області. Закінчив у 1961 році географічний факультет Чернівецького державного університету. Навчався в аспірантурі у 1965—1971 році. У 1971—1991 році молодший науковий співробітник, вченій секретар Відділення географії Інституту геологічних наук АН УРСР. З 1991 року в Київському університеті працює доцентом, у 1994—2002 роках завідувач кафедри геоморфології та палеогеографії, у 2002—2004 роках професор. Кандидатська дисертація «Фауна молюсків антропогенних відкладів Лівобережжя Середнього Придніпров'я» захищена у 1969 році, докторська дисертація «Реконструкція плейстоценових ландшафтів і клімату басейнів Дніпра, Дністра і Дунаю» захищена у 1994 році. Читав курси: «Палеогеографія», «Основи фаціального аналізу», «Дистанційні методи», «Основи організації наукових досліджень», «Геологія та геоморфологія». Досліджував четвертинні відклади України, проводив реконструкцію палеоландшафтів і клімату плейстоцену, займався міжрегіональною кореляцією четвертинних відкладів Європи. Співавтор Стратиграфічної схеми антропогену України, яка використовується при великомасштабному геолого-геоморфологічному та інженерно-геологічному зніманні для будівництва, меліорації та пошуків корисних копалин. Віце-президент Українського географічного товариства у 2000—2004 роках.

## Нагороди і відзнаки
Нагороджений медаллю «За освоєння цілинних і перелогових земель» у 1956 році.

## Наукові праці
Автор понад 150 наукових праць, 6 монографій. Основні праці:
1. Розвиток антропогенових ландшафтів і клімату країн Центральної та Південно-Східної Європи. — К., 1995.
2. Деякі теоретичні питання розвитку ландшафтів України в антропогені. — К., 1995.
3. До прогнозу розвитку ландшафтів на найближчу та відділені перспективи. — К., 1999.
4. Зміни клімату в антропогені. — К., 2002.
5. Палеоландшафти України в антропогені. — К., 2004.